# Listă de filme: Ț
| Listă de filme                                          | Listă de filme | Listă de filme | Listă de filme | Listă de filme | Listă de filme | Listă de filme |
| ------------------------------------------------------- | -------------- | -------------- | -------------- | -------------- | -------------- | -------------- |
| #                                                       | A              | B              | C              | D              | E              | F              |
| G                                                       | H              | I              | J · K          | L              | M              | N · O          |
| P                                                       | Q · R          | S · Ș          | T · Ț          | U · V          | W · X          | Y · Z          |
| Această infocasetă: vizualizare • discuție • modificare |                |                |                |                |                |                |

Aceasta este o listă de filme a căror denumire începe cu litera Ț.
- Țara lu' Papură VOUĂ (2004)
- Țărmul n-are sfârșit (1962)
- Țipătul (2012)
- Țipătul bufniței